# Any-Martin-Rieux
Any-Martin-Rieux é uma comuna francesa na região administrativa de Altos da França, no departamento Aisne. Estende-se por uma área de 17,73 km². Em 2010 a comuna tinha 464 habitantes (densidade: 26,2 hab./km²).